# Priscilla Fairfield Bok
Priscilla Fairfield Bok (* 14. April 1896 in Spokane (Washington); † 19. November 1975 in Tucson) war eine US-amerikanische Astronomin.

## Leben
Priscilla Fairfield wurde am 14. April 1896 als Tochter von Oliver J. Fairfield und Eulalie Guthrie Fairfield in Spokane im Bundesstaat Washington geboren. Zusammen mit ihrem älteren Bruder, ihrer älteren und ihrer jüngeren Schwester zog die Familie Anfang des zwanzigsten Jahrhunderts nach Massachusetts, zunächst nach Ware, dann nach Littleton. An der dortigen Boston University erlangte sie 1917 ihren Bachelor-Abschluss. 1918  ging sie mit einem Stipendium an die University of California und das Lick-Observatorium.
1921 erhielt Priscilla Faifield mit ihrer Dissertation Indeterminate Cases in the Orbit Problem über unbestimmte Fälle bei der Ermittlung von Umlaufbahnen unter William Wallace Campbell und Armin Otto Leuschner an der University of California einen Doktorgrad in Mathematik und Astronomie.
Ab 1923 arbeitete sie am Harvard-College-Observatorium und als Assistenzprofessorin am Smith College in Northampton (Massachusetts) und forschte über Sternspektren und Eigenbewegungen. Hier stieg sie zur Associate Professorin auf.
1928 nahm sie an der dritten Generalversammlung der Internationalen Astronomischen Union im niederländischen Leiden Teil, wo sie den um zehn Jahre jüngeren Astronomiestudenten Bart Jan Bok kennenlernte. Sie verliebten sich sofort, ein Jahr später kam Bart nach Havard und zwei Tage nach seiner Ankunft, am 9. September 1929, heirateten die beiden in Troy (New York). Die Familie Bok hatte zwei Kinder, einen Sohn John (30. August 1930) und eine Tochter Joyce (28. Oktober 1933).
Priscilla und Bart Bok waren von 1929 bis 1957 an der Harvard-Universität tätig und forschten gemeinsam. Der Astrophysiker Charles J. Lada schrieb in seinem Nachruf auf Bart Bok, dass die beiden seit ihrer Vermählung zeitlebens wissenschaftlich zusammen gearbeitet haben und dass es schwierig und zwecklos sei, seine von ihren Forschungsergebnissen zu trennen.
Der astronomische Forschungsschwerpunkt der Boks war die Milchstraße, darin Gas- und Staubwolken, Sternhaufen und die Sternentwicklung. 1941 erschien ihr weitverbreitetes Buch „The Milky Way“ (Die Milchstraße), dass sie bis zur fünften Auflage 1981 aktualisierten und erweiterten.
In diesem Jahr erhielten sie auch eine Einladung von Luis Enrique Erro, um an der Errichtung des Tonantzintla-Observatoriums mitzuwirken.
1950/51 gingen die Boks für ein Jahr an das Boyden-Observatorium nach Bloemfontein in Südafrika, um die Milchstraße auch von der Südhalbkugel aus fotografisch erforschen zu können. Unzufrieden mit der politischen Atmosphäre in Harvard zur Zeit der McCarthy-Ära verließen die Boks Harvard. 
Von 1957 bis 1966 waren sie am  Mount-Stromlo-Observatorium der Australian National University in Canberra tätig, Bart als Direktor, wo sie ihre fotometrischen Arbeiten fortsetzten. Priscilla war besonders in der Erforschung des Magellanschen Wolken aktiv. 
Anschließend gingen beide, wieder Bart als Direktor, an das Steward-Observatorium der University of Arizona in Tucson.
1972 erlitt Priscilla einen Schlaganfall, der ihre Fähigkeiten zunächst nicht beeinträchtigte. Sie arbeitete noch am Index der vierten Auflage von „The Milky Way“, aber ihr Gesundheitszustand verschlechterte dann in den folgenden Jahren immer weiter. Priscilla Fairfield Bok erlag am 9. November 1975 im Alter von 79 Jahren in Tucson einem Herzinfarkt.

## Ehrungen
- Der 1936 entdeckte Asteroid (2137) Priscilla wurde nach Priscilla Fairfield Bok benannt.[11]
- Der 1975 entdeckte Asteroid (1983) Bok wurde nach Priscilla Fairfield Bok und ihrem Mann benannt.[12]
- Im Jahre 1979 benannte die Internationale Astronomische Union den Mondkrater Bok offiziell nach Priscilla Fairfield Bok und später auch nach ihrem Mann.[13]
- Seit 1980 trägt die Bibliothek des Monterey Institute for Research in Astronomy den Namen Priscilla Fairfield Bok Library.[1]
- Der Priscilla Fairfield Bok Prize wird ährlich von der Australian National University für Bestleistungen im dritten Studienjahr an weibliche Studentinnen verliehen.[14][1]
- Von 1983 bis 2017 vergab die Astronomical Society of the Pacific zusammen mit der American Astronomical Society jährlich den Priscilla and Bart Bok Award.[15]